# Пошехоння (місто)
Пошехоння, або Пошехтіння — місто (з 1777 ) в Російській федерації, міське поселення, адміністративний центр Пошехонського району Ярославської області.

## Географія

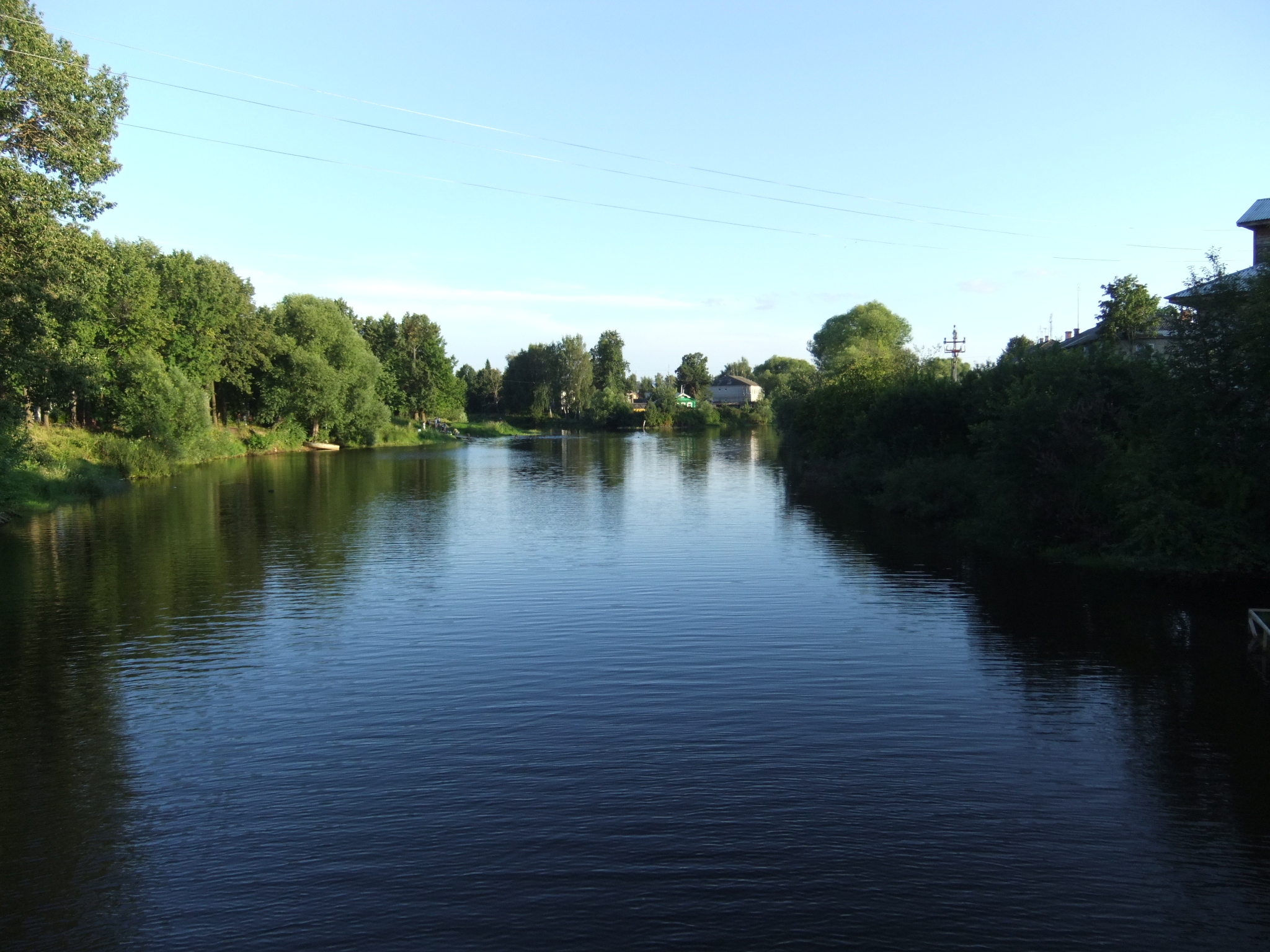
Річка Пертомка в Пошехонні

Місто розташоване на Молого-Шекснінський низині на лівому березі річки Согожа, при її впадінні в Рибінське водосховище, в 65 км на північ від Рибінська, в 151 км на північний захід від Ярославля. Загальна площа території Пошехоння становить 7,84 км2, з них під водними об'єктами знаходиться 2,41 км2.
У Пошехонні протікають п'ять річок: Согожа, Сога, Шельша, Пертомка і Троїцький струмок . Вони з'єднуються в центрі міста, впадаючи в Согожу. Русла цих річок були сильно розширені Рибінським водосховищем, що викликало необхідність побудувати безліч мостів на додачу до вже існуючих.
Через Пошехонье проходять магістральна автодорога Рибінськ - Череповець, а також дороги міжрайонного значення Пошехоння- Данилов і Пошехоння-Пречисте.

## Історія
Місцевість по річці Шексні здавна називалася Пошехоння за старою назвою річки — Шехонь, і до 1341 року входила в Ярославське князівство.
У 1565 році, коли цар Іван Грозний розділив Руську державу на опричнину і земщину, місто увійшло до складу останньої і знаходився в ній до 1569 року.
У XVII столітті на місці сучасного міста Пошехоння знаходилося село Пертома (фінно-угорське назва, по місцю розташування на річці Пертомці, що впадає в річку Согожа - притока Шексни). У ньому з 1680 року розміщувалася воєводська канцелярія. Цей час характеризується наступним записом: «Пошехонський тільки повіт, а міста немає». 

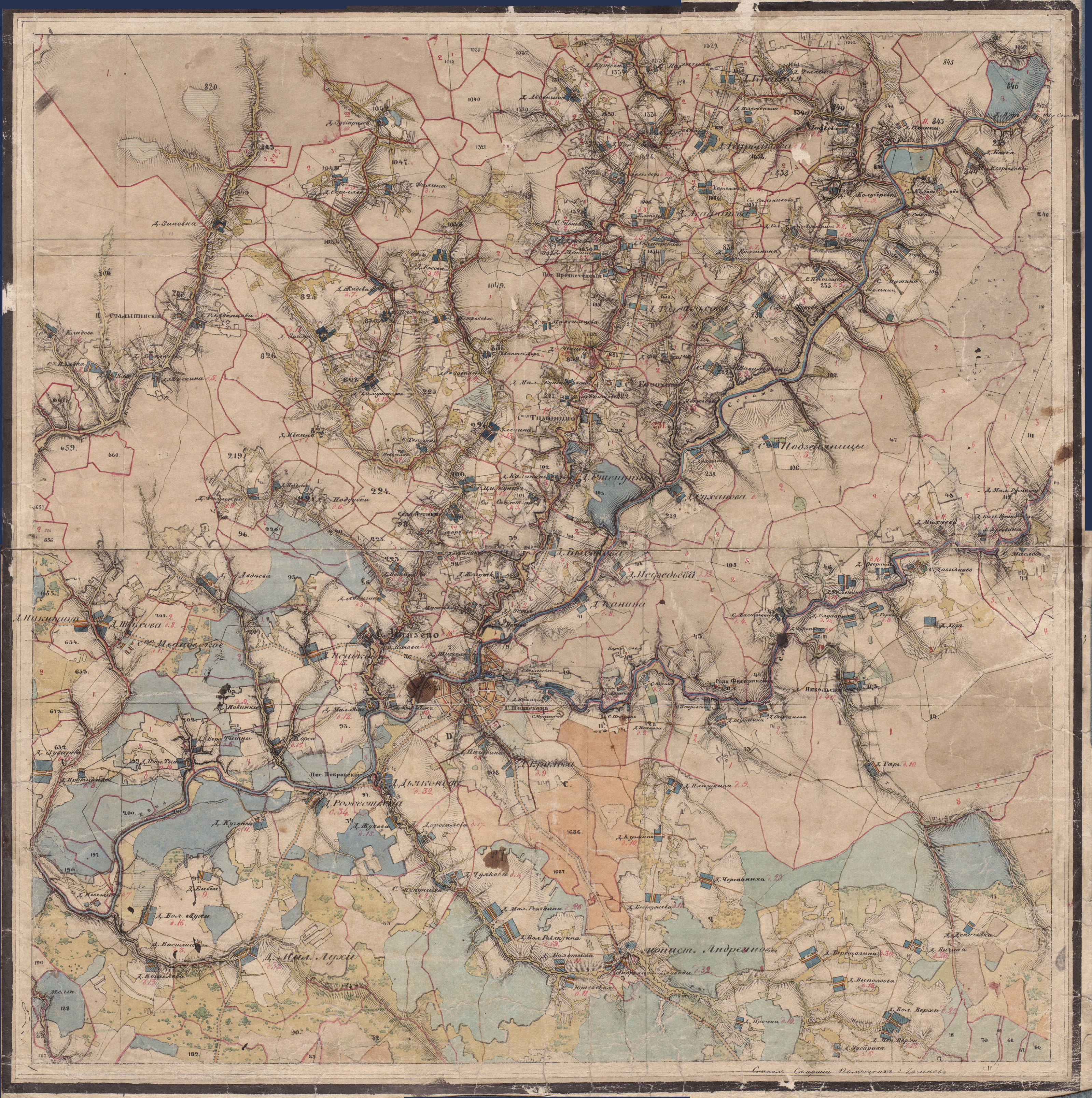
Місто Пошехоння і його околиці, з «Атласу Ярославської губернії » 1858 року

У 1777 році указом Катерини II село було перейменовано в місто Пошехоння і включено до складу Ярославського намісництва. Для посилення адміністративної ролі міста тут були відкриті присутні місця, міський магістрат, ратуша та інші установи: земський, повітовий, сирітський і словесний суди, поліція і тюремний острог. Затверджено герб міста: «У золотому полі навхрест, дві зелені зубчасті смуги: посередині в срібному щиті герб Ярославського намісництва.» Дві зубчасті смуги — це також зубчастий Андріївський хрест.
З XVIII століття в Пошехонні розвивався золотобійний промисел - виготовлення найтонших листів сусального золота, срібла. Розвиваються ремесла: до 1862 налічувалося 30 закладів: 6 хлібопекарських, 3 кравецьких, 5 шевських, 4 столярних, 2 золотобійних, 10 кузень. До кінця XIX століття в місті працює свічково-восковий завод, п'ять шкіряних майстерень, крупчастий млин і три золото- і срібно-сухозлотних заводи.
Перед Жовтневим переворотом в місті розвиваються шкіряні заводи з паровими двигунами купців Шалаєва і Дубова, ростуть суднобудівні майстерні Копотіхова, працюють два винокурних заводи, лісопильня, млини.
У 1918 році місто Пошехоння було перейменоване в Пошехоння-Володарськ в пам'ять революційного діяча В. Володарського . У роки радянської режиму Пошехоння-Володарськ став центром великого сільськогосподарського району. З'явилися нові підприємства місцевої і кооперативної промисловості з переробки сировини і сільськогосподарської продукції, маслосирзавод, льонозавод, рибзавод. Місто готує фахівців для сільського господарства в технікумі і в колгоспній школі, де займаються діти колгоспників всього північно-західного краю.
Навесні 1941 року після створення Рибінського водосховища змінився ландшафт міста. З'явилися великі водні простори, які підступили впритул до міського центру, частина території опинилася під водою. У міста з'явилися нові можливості для зв'язку водним шляхом не тільки з обласними містами, а й з Москвою і Ленінградом, що посилило пасажиропотоки і транспортування вантажів, збільшилися можливості рибного промислу, зросли потужності енергосистеми.
У 1992 році місту повернуто назву Пошехоння.

## Населення
Населення міста становить 5867 осіб у 2017році

## Економіка
У місті є підприємства харчової промисловості, у тому числі сироробний завод, на якому робили відомий по всій Росії пошехонський сир , у даний момент розорений, але в планах губернатора Ярославської області його відновити. Також є лісокомбінат. Підприємства міста:
- ТОВ «Альфа» (база відпочинку «Чудний Двір»)
- ГУП «Автодор» (будівництво та обслуговування автодоріг)
- АТП «Пошехонське» (транспортні перевезення)
- ТОВ «Волгостройсервіс» (будівництво)
- ІП Плакса (швейна фабрика)
- «Харчокомбінат» (виробництво кондитерських виробів)
- ТОВ «Птахофабрика Пошехонська»
- «Хлібозавод»
- ТОВ «Шехонь - Лактулоза» (виробництво лактулози і плавленого сиру)
- ВАТ «Льон» (виробництво і переробка льону)
- ВАТ «Доркоммунсервіс м. Пошехоння »(готельні послуги)
- ВАТ «Пошехонський водоканал»
- ВАТ «Пошехонська тепломережа»
- Пошехонський лісокомбінат

## Пам'ятки

### Храми

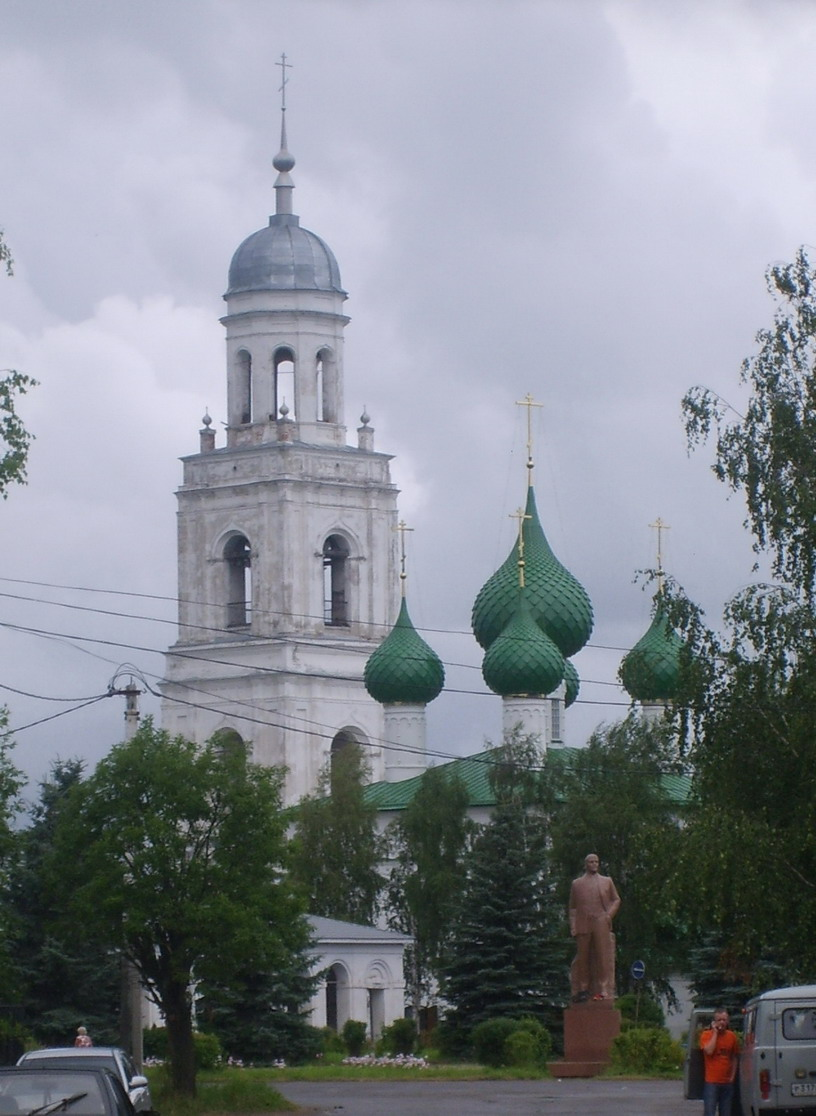
Троїцький собор на центральній площі Пошехоння
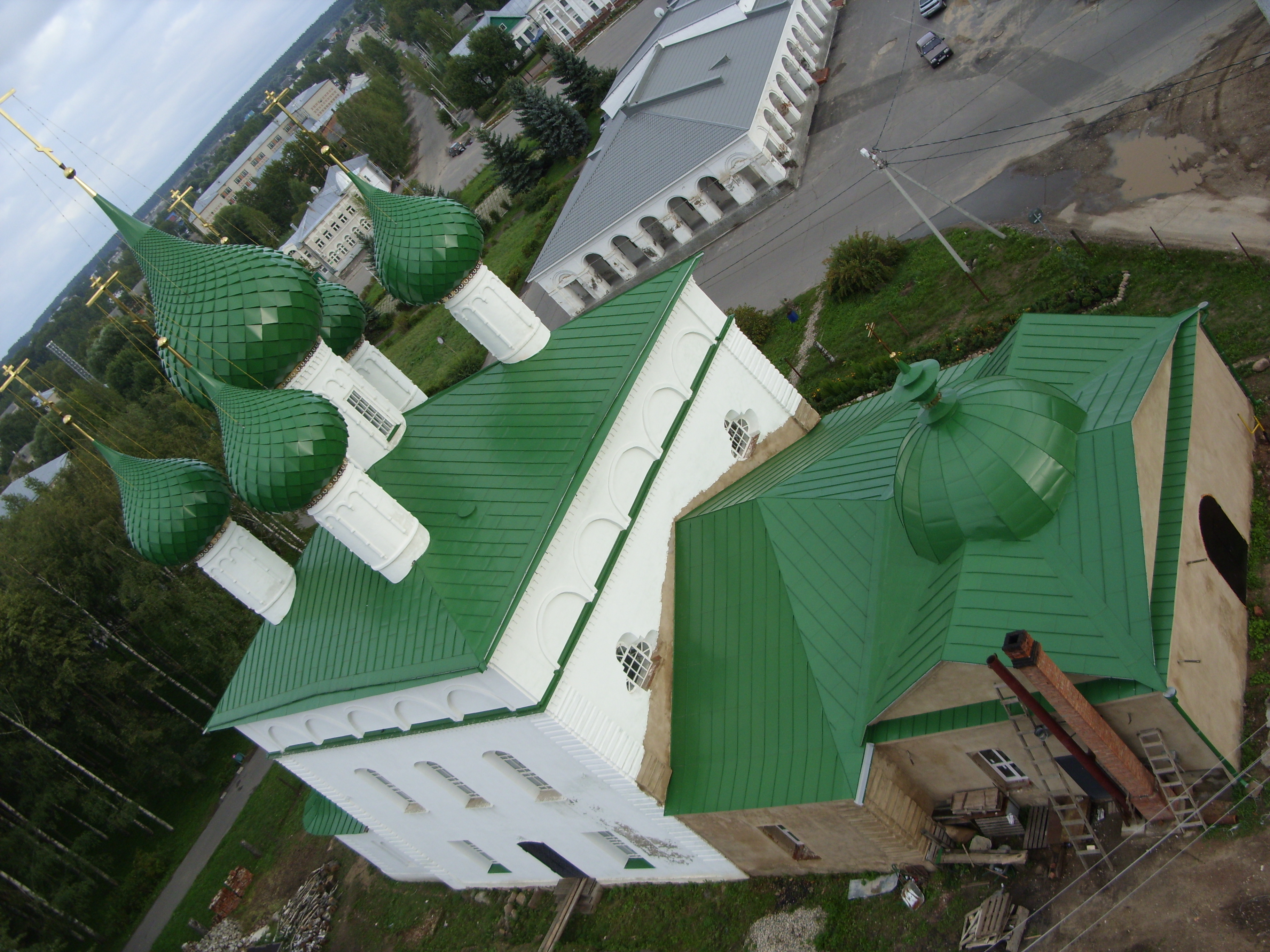
Троїцький собор
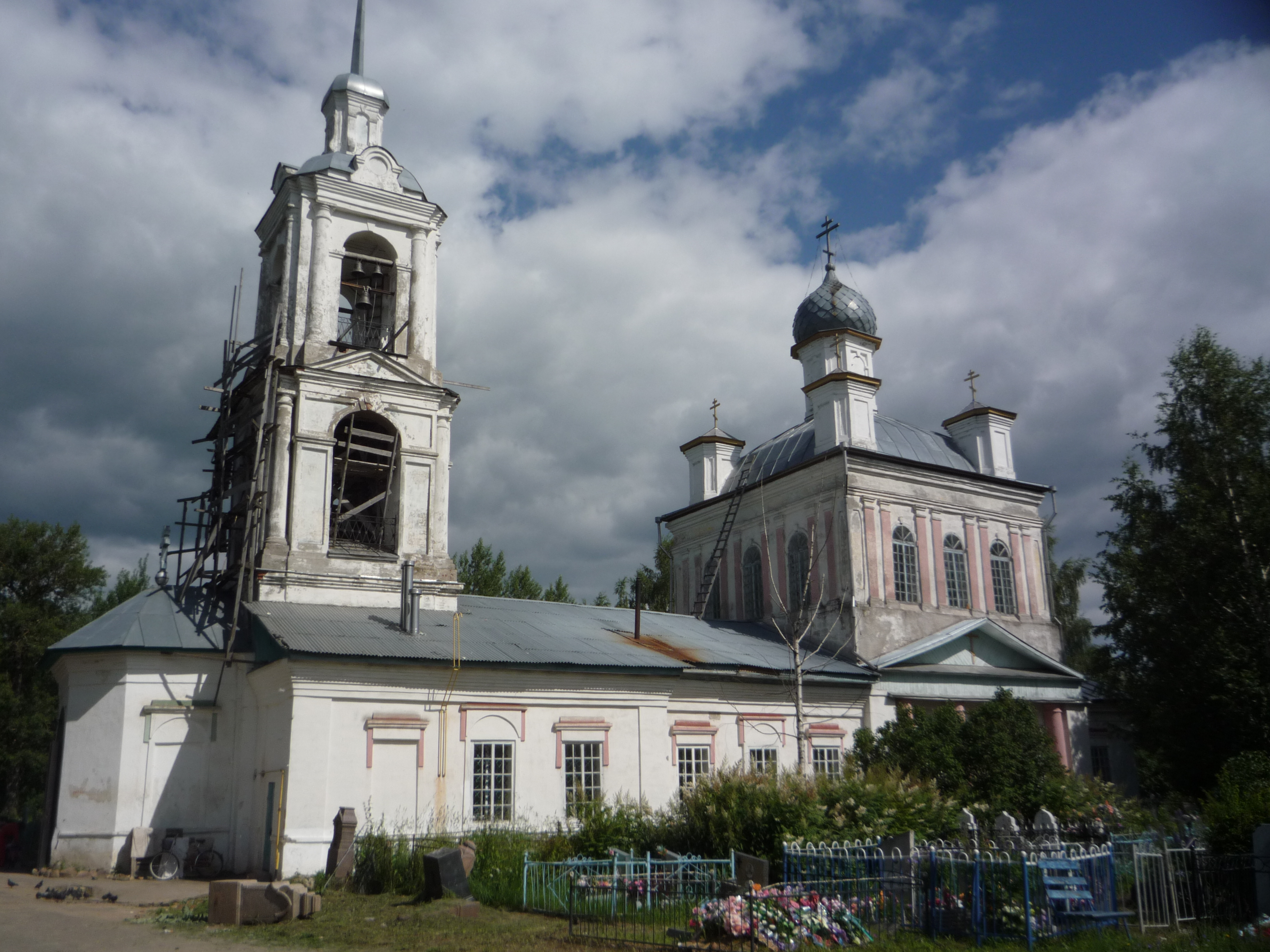
Церква Успіння Пресвятої Богородиці

- Троїцький собор (1717 р )
- Церква Успіння Пресвятої Богородиці (1822 р )
- У 5-ти кілометрах від міста, в Адріанової Слободі - Адріанів Успенський монастир ( Адріанова-Бєльська пустель)
- Злиття річок Согі, Согожа і Пертомкі

### Громадянська забудова

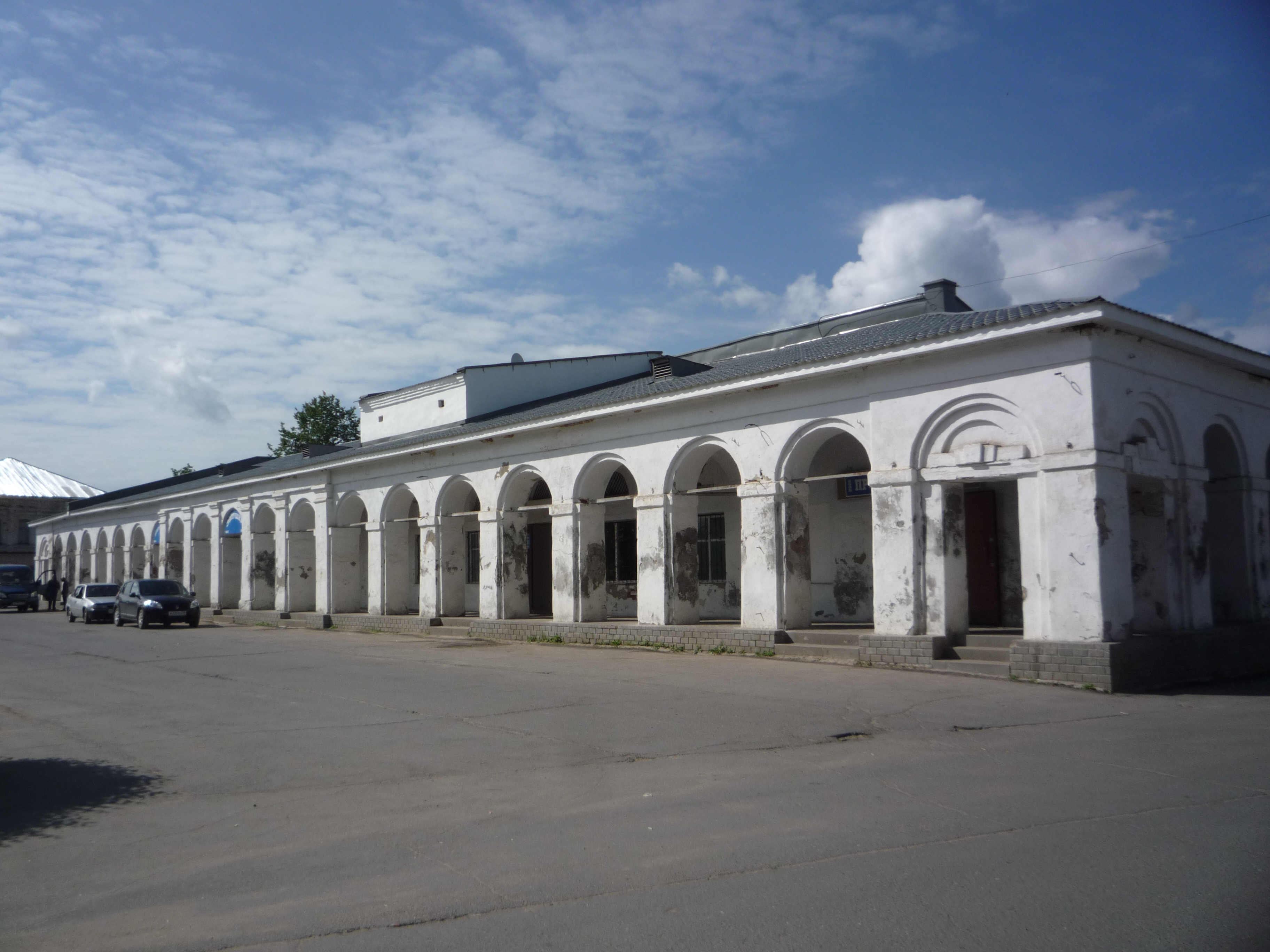
Торговельні ряди
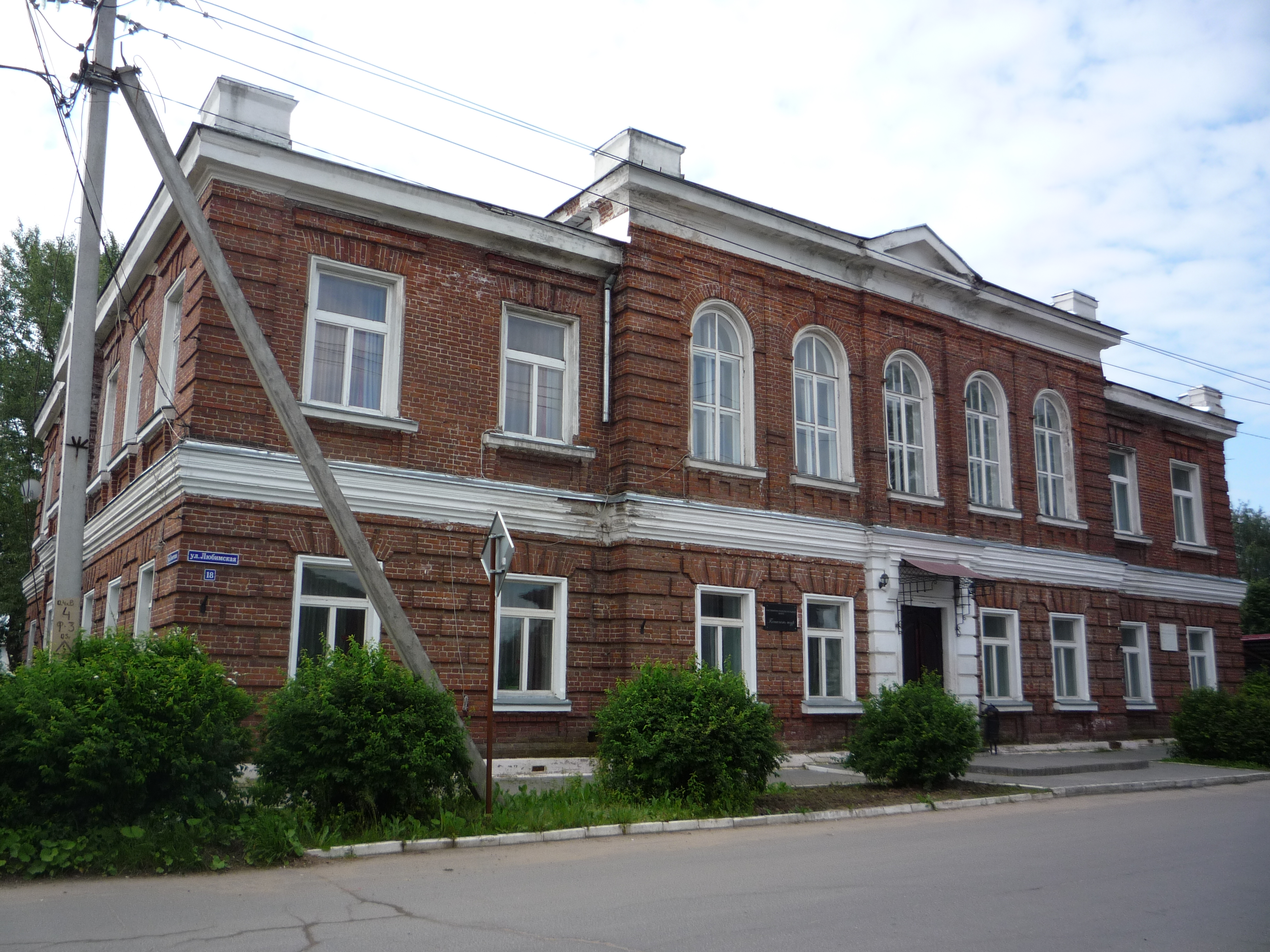
земська управа

- Торгові ряди (1830-ті рр.)
- Пожежне депо (XIX ст.)
- Поліцейська управа (поч. XIX ст.)
- Будинок купців Шалаєва (поч. XIX ст.)
- Готель купців Шалаєва (поч. XIX ст.)
- Будинок Куклічевих (поч. XIX ст.)
- Будинок Первових (поч. XIX ст.)
- Будинок Щукалових (поч. XIX ст.)
- Міська управа (поч. XIX ст.)
- Земська управа (кін. XIX ст.)
- Будинок купця Дубова (поч. XIX ст.)
- Жіноча гімназія (кін. XIX ст.)
- Духовне училище (XVIII-XIX ст.)

### Пам'ятники

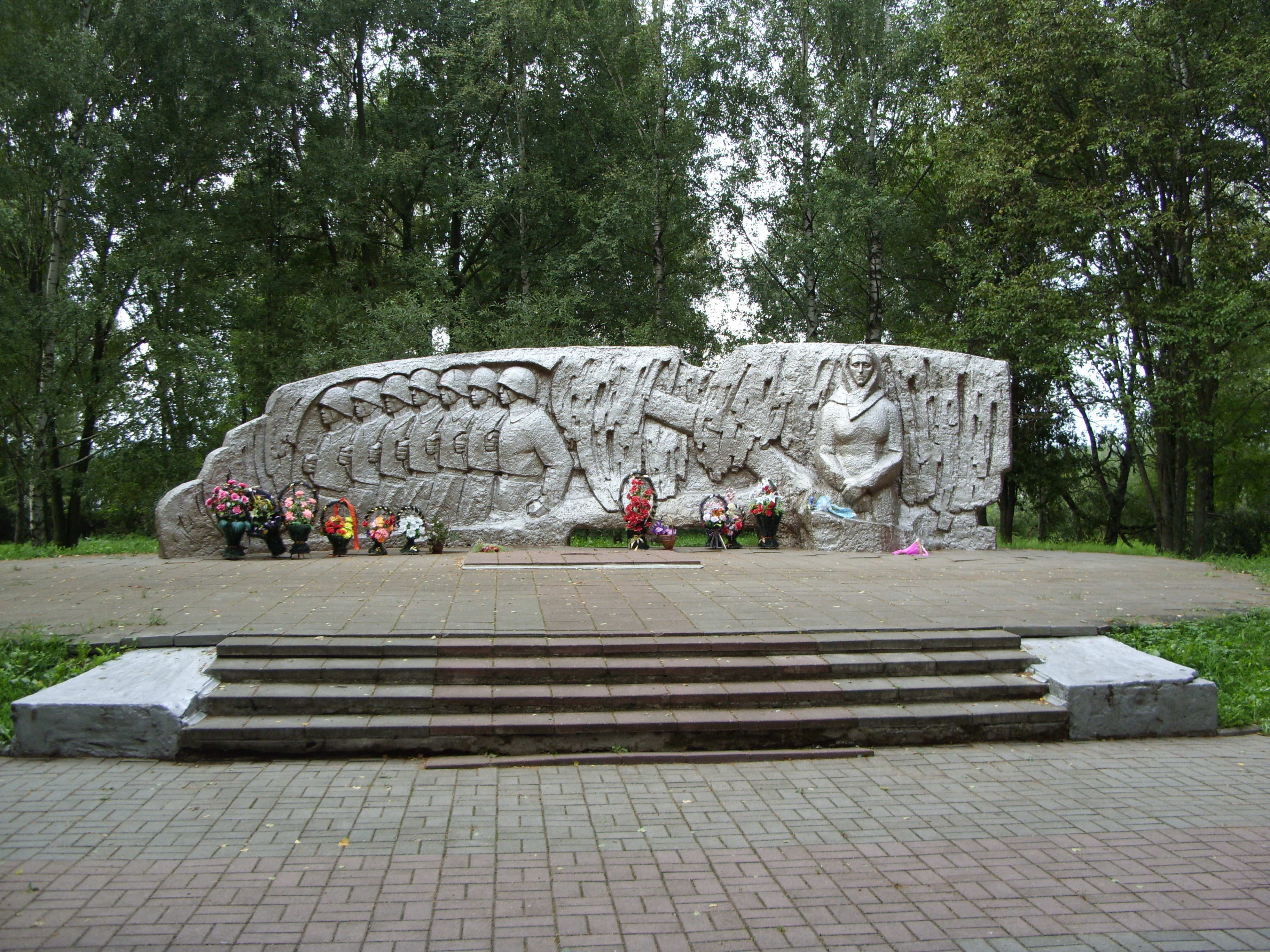
Пам'ятник 1941-1945 рр.

- Пам'ятник В. І. Леніну
- Пам'ятник братам Корольовим
- Пам'ятник Невідомому Солдату
- алея Героїв

### Музеї
- Музей «Топтигін будинок»
- Історико-краєзнавчий музей

- Пошехонський історико-краєзнавчий музей (Любимська вул., Д. 20)

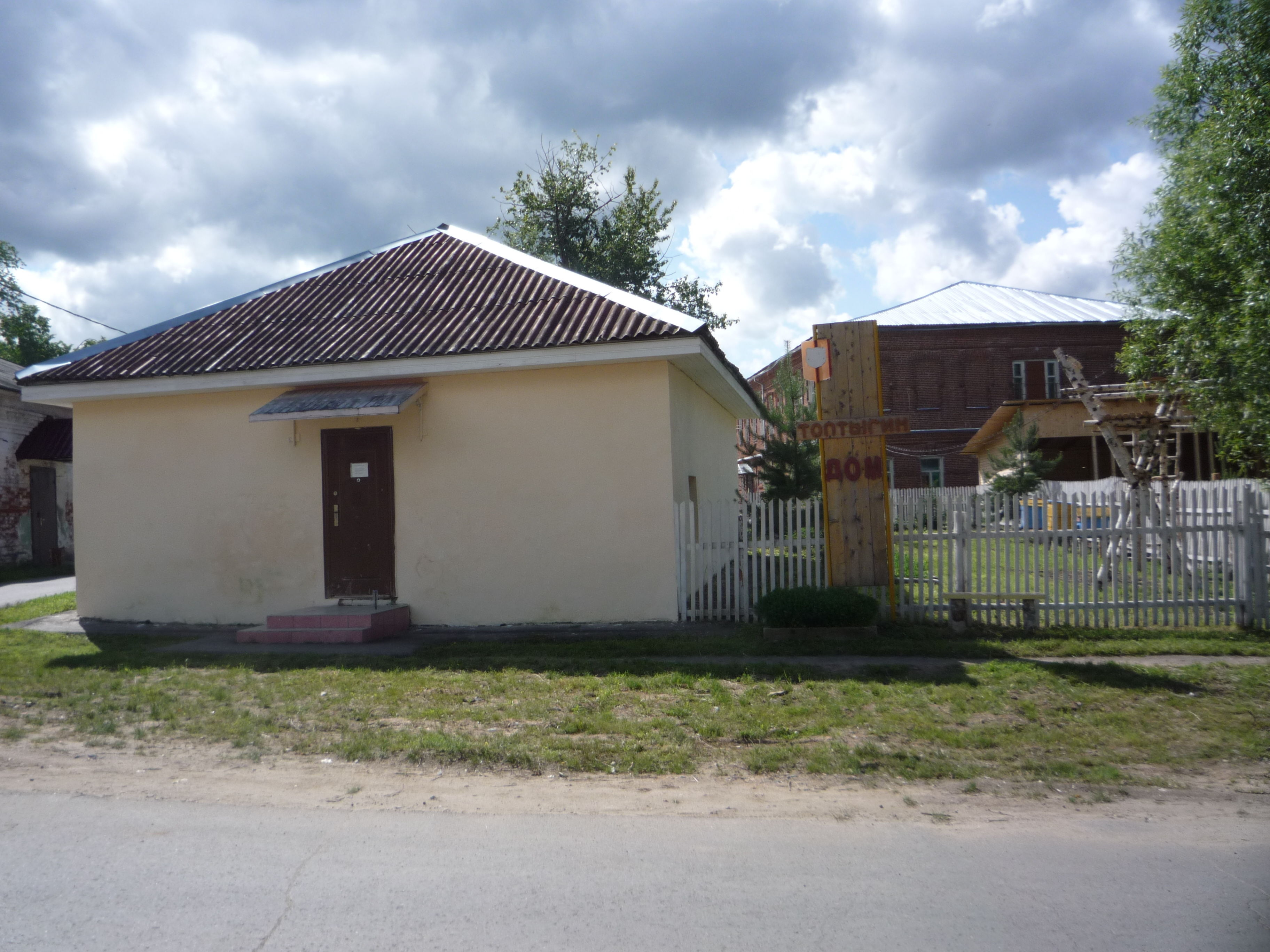
Музей «Топтигін будинок»
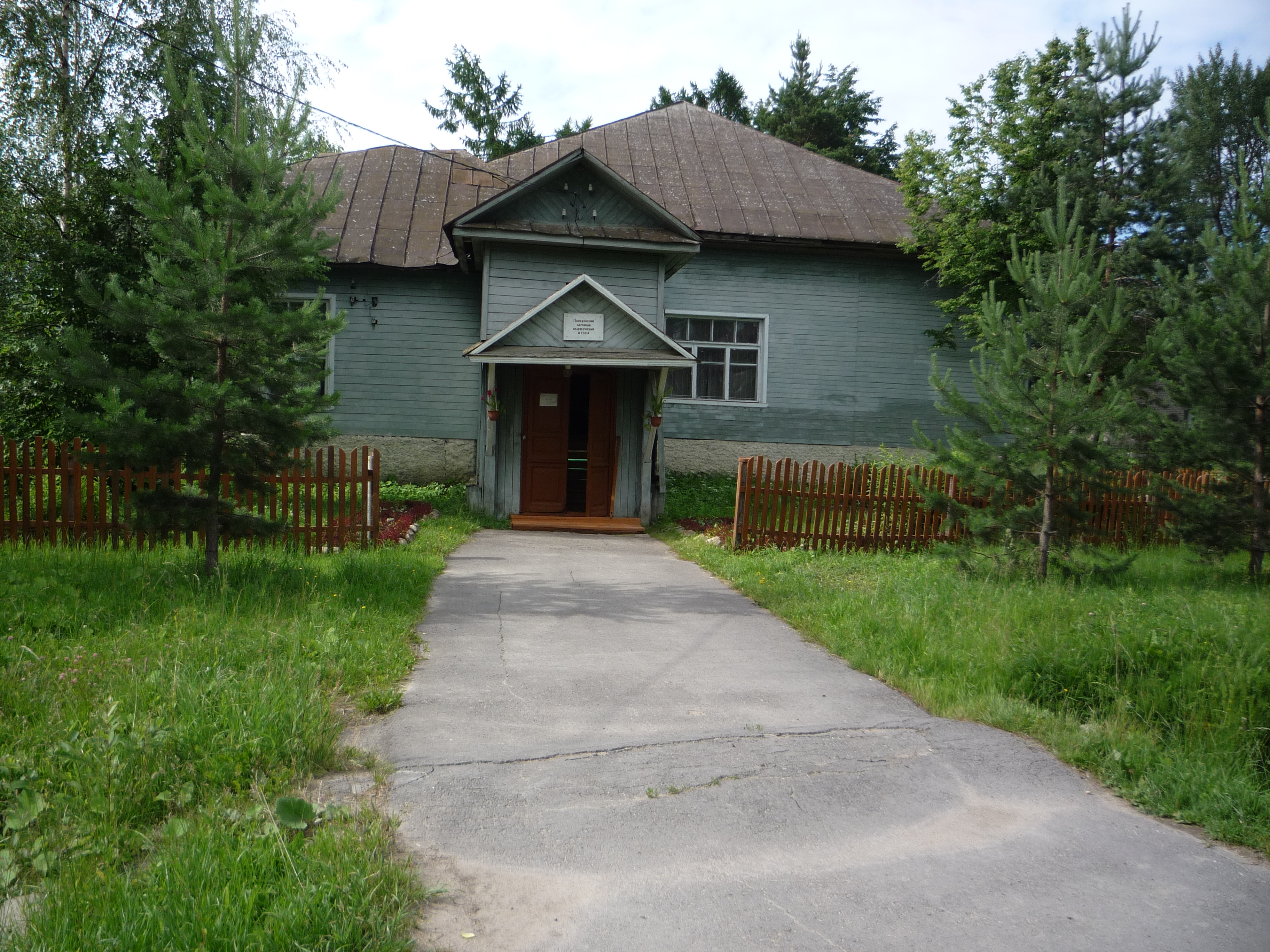
Історико-краєзнавчий музей

- Резиденція Водяного

## Громадський транспорт
Міський громадський транспорт представлений в основному автобусами середньої та великої місткості (ЛіАЗ-5256.36-01, ПАЗ-320412-05 "Вектор", ПАЗ-4234)
Присутній єдиний внутрішньо автобусний маршрут №1 (Високово - селище Ясна Поляна), що охоплює практично всю територію Пошехоння.
Щодня від автостанції відправляється п'ять внутрішньообласних і дванадцять приміських автобусних маршрутів, що обслуговуються ДП ЯО «Ярославське АТП» (до 2016 року - ДП ЯО «Пошехонське АТП») і ЗАТ «АТП« Автомобіліст ». Через місто також проходять вісім транзитних маршрутів.
Міжміські маршрути:
- 505. Пошехоння - Рибінськ
- 506. Пошехоння - Рибінськ - Ярославль
- 520. Пошехоння - Пречисте
- 530. Пошехоння - Данилов - Ярославль (через ЯОКБ)
- 530к. Пошехоння - Данилов - Ярославль

Приміські маршрути:
- 102. Пошехоння - Семенівське (крім вівторка та четверга)
- 105. Пошехонье - Андрюшин (крім вівторка та п'ятниці)
- 106. Пошехоння - Кардінське
- 108. Пошехоння - Гужове (через Холм, Великі Ночівлі) (щодня)
- 110. Пошехоння - Зубарєве (крім вівторка та четверга)
- 112. Пошехоння - Ларіонове (щодня)
- 114. Пошехоння - Нікольське
- 119. Пошехоння- Зінкіне (через Єрмакове) (щодня)
- 120. Пошехоння - Спас (щодня)
- 121. Пошехоння - Тайбузіне (через Благодать, Тиміне) (понеділок, п'ятниця)
- 122. Пошехоння - Благодать (через Тиміне)
- Пошехоння- Мілюшіне (через Вощікове) (понеділок, п'ятниця)

Транзитні маршрути:
- Рибінськ - Вологда / Вологда - Рибінськ (середа, п'ятниця, неділя)
- Череповець - Рибінськ / Рибінськ - Череповець (щодня)
- Череповець - Ярославль / Ярославль - Череповець (щодня, неділя)
- Ярославль - Санкт-Петербург / Санкт-Петербург - Ярославль (п'ятниця, неділя)

## Відомі жителі
- Чеслав Бялобжеський (1878—1953) — польський фізик, член Польської АН (1952).
- Марков Аркадій Костянтинович — дитячий поет.